# A-003
A-003 foi o quarto teste abortado da nave Apollo, para o Programa Apollo da NASA. Lançado a partir do White Sands Missile Range, Novo México, em 19 de maio de 1965, o voo suborbital teve duração de 5 minutos e 2,8 segundos. O veículo de lançamento foi similar ao usado na missão A-002, exceto que o sistema de propulsão consistiu de seis motores Algol. O voo não tripulado consistiu no modelo do Módulo de Comando e Serviço Apollo BP-22 e um sistema de escape no lançamento (LES), similar ao usado nas missões anteriores. A configuração do sistema de pouso do Módulo de Comando foi refinada para estar mais próxima ao sistema planejado e um sistema de alijamento do escudo térmico foi adicionado.
O veículo teste foi lançado em 19 de maio de 1965. Em 2,5 segundos, após a decolagem, uma falha de lançamento fez com que o veículo ficasse fora de controle. A taxa de rotação resultante causou o colapso do veículo de lançamento (LV) antes da ignição do segundo estágio, e um aborto em baixa altitude da espaçonave foi iniciado, ao invés do aborto em alta altitude planejado. O "canard" superficial do LES desdobrou e sobreviveu ao severo ambiente. A alta taxa de rotação (aproximadamente 260 graus por segundo na hora do desdobramento do canard) induzida pela falha do veículo de lançamento, estabilizou o veículo de lançamento de escape (LEV), em uma atitude de escudo frontal, que superou o efeito de desestabilização dos “canards”. Simulações posteriores do voo verificaram a ineficácia dos “canards” numa alta taxa de rotação, mas mostrou que os “canards” podiam ser eficaz até 20 graus por segundo, taxa de rotação limite do sistema de detecção de emergência do Saturno.
Todos os sistemas da espaçonave operaram satisfatoriamente. O escudo térmico do Módulo de Comando foi protegido pela parte rígida e alijado satisfatoriamente em uma atitude de vértice frontal em baixa altitude. A parte flexível do escudo térmico ficou intacta até o alijamento da torre. No alijamento da torre, parte do escudo permaneceu com o Módulo de Comando por pouco tempo, apesar do resto do escudo ter sido ejetado com a torre. A parte rígida do escudo térmico permaneceu intacta até o impacto com o solo. Ambos os paraquedas auxiliares de estabilização inflaram, mesmo sob as severas condições que ocorreram. O Módulo de Comando foi efetivamente estabilizado e orientado pelo desdobramento dos paraquedas principais.
Pelo colapso do veículo de lançamento, a altitude desejada de 36,6 km não foi alcançada. De qualquer maneira, a espaçonave fez uma demonstração bem sucedida de aborto, em uma baixa altitude de 3,8 km, em rápida rotação do veículo de lançamento (aproximadamente 335 graus por segundo). O "Mach number", pressão dinâmica e a altitude até o tempo do aborto foram similares às condições de trajetória de lançamento do Saturno IB ou Saturno V. 